# جون ويليام كلارك واتسون
جون ويليام كلارك واتسون (بالإنجليزية: John William Clark Watson)‏ هو محامي وقاضي وسياسي أمريكي، ولد في 27 فبراير 1808 في الولايات المتحدة، وتوفي في 24 سبتمبر 1890 في نفس البلد. حزبياً، نشط في الحزب الديمقراطي.